# 齊魯師範学院
齊魯師範学院とは中華人民共和国山東省済南市にある公立四年制教員養成系大学である。在校生は約1万1000人で、済南市に2つのキャンパスを持つ。
1948年に成立され、2010年に大学昇格。

## リンク
- 齐鲁师范学院 アーカイブ 2016年4月23日 - ウェイバックマシン